# Due soldi di speranza
Due soldi di speranza és una pel·lícula italiana del 1952 dirigida per Renato Castellani, guanyadora del Grand Prix du Festival com a millor pel·lícula al 5è Festival Internacional de Cinema de Canes. Bona part dels diàlegs són en napolità. Va formar part de la trilogia "Amor jove" juntament amb Sotto il sole di Roma (1948) i È primavera...(1950).
La pel·lícula es considera entre els primers representants de l’anomenada tendència neorealisme rosa: l’ambientació és, sens dubte, realista, però, contràriament a les obres del neorealisme, no hi ha cap drama els tons segueixen sent clars i senzills i problemes com la pobresa i l’atur no semblen bàsicament massa greus i fàcils de resoldre.
La pel·lícula ha estat inclosa a la llista 100 film italiani da salvare.

## Sinopsi
Antonio Catalano, de vint anys, ha acabat el servei militar i torna al seu Cusano, un petit poble d’Irpinia, on es troba a l'atur, ha de proveir la seva mare vídua i amb l’hàbit de jugar loto i cinc germanes de diverses edats. La bella Carmela li presta immediatament una atenció viva, però les dificultats econòmiques d’ambdós no els permeten planificar un casament, també perquè Pasquale, el seu pare, es nega categòricament a ajudar-los.
Antonio intenta estalviar diners tot el que pot, sobretot perquè la seva germana Giuliana ha estat compromesa per un propietari de mitjana edat que es nega a casar-se amb ella sense dot: comença com a "ajudant d'entrenador" (l'única comunicació entre el poble i l'estació es fa amb carruatges i Antonio ajuda a empènyer els cavalls en els trams més costeruts); després fa un acord amb els cotxers per vendre els cavalls i formar una cooperativa per gestionar un servei d’autobusos, però el projecte fracassa a causa de la incapacitat i la cobdícia dels cotxers; és contractat com a ajudant de sagristà pel rector de la parròquia i al mateix temps va a Nàpols a la nit per col·laborar amb una secció comunista, però Carmela, discutint amb altres dones, revela el secret de la seva doble feina i el rector no vol tenir cap tracte amb els comunistes i el despatxa; finalment troba una feina a Nàpols amb la senyora Flora Angelini, propietària de cinemes, per portar pel·lícules d’una sala a l’altra, però també per vendre la seva sang al seu fill, que necessita transfusions constants.
Encara que la dama sigui qualsevol cosa menys indiferent a la bellesa d’Antonio, continua sent molt fidel a Carmela; però aquesta, gelosa, fa una escena perquè Antonio torni a estar a l’atur. Pasquale continua rebutjant consentir el matrimoni i fins i tot contractar Antonio al seu taller de focs artificials. Carmela fins i tot planeja una escapada amorosa per poder enfrontar-se a la família amb un fet consumat, però no té el coratge de recórrer tot el camí. Finalment, els dos joves tornen al poble i anuncien que es casaran de totes maneres, siguin quines siguin les dificultats que tinguin. De moment, els venedors del mercat comencen a ajudar-los donant-los un crèdit il·limitat sobre la roba.

## Repartiment
- Maria Fiore - Carmela
- Vincenzo Musolino - Antonio
- Filomena Russo - Mare d'Antonio
- Luigi Astarita - Pasquale Artu
- Luigi Barone - Sacerdot
- Carmela Cirillo - Giulia
- Felicità Lettieri - Signora Artu
- Gina Mascetti - Flora Angelini
- Alfonso Del Sorbo - Sacrestano
- Tommaso Balzamo - Luigi Bellomo
- Anna Raiola - Signora Bellomo
- Gioacchino Morrone
- Luigi Cutino
- Pasqualina Izza
- Antonio Balzamo

## Recepció
La pel·lícula és considerada entre els primers representants de l’anomenada tendència del neorealisme rosa: l’ambientació és, sens dubte, realista, però, contràriament a les obres neorealistes, no hi ha drama, de fet els tons continuen essent clars i fàcils de durar i problemes com ara la pobresa i l'atur no semblen massa greus i fàcils de solucionar. L’amor sentimental, que després de diversos obstacles inevitablement s'acaba legitimant pel matrimoni, preval sobre qualsevol qüestió social. Carmela, viva i de caràcter però irreprotxable des del punt de vista moral, sembla anticipar-se als personatges de la Bersagliera de Pane, amore e fantasia i de Giovanna a Poveri ma belli.
| «                                                                                        | «És la pel·lícula més fresca i personal de Castellani, que revela plenament les seves qualitats com a narrador agradable i investigador entusiasta de certs aspectes de la nostra gent, i alhora els seus límits ideològics i artístics. És la culminació d’una investigació neorealista de la nostra societat iniciada immediatament després de la guerra, una investigació realitzada sobretot segons una visió rosada i optimista de la vida i centrada en els aspectes externs d’una humanitat petita i mediocre. La pel·lícula narra les aventures amoroses d’una parella jove en el teló de fons del paisatge i l'entorn humà i social de Boscotrecase, un petit poble de la zona napolitana i preludi, en els tons i formes de la història, de la tendència que tindrà un gran èxit de públic, Pa, amor i fantasia, etc. Dins dels límits d’una comèdia camperola, els resultats són apreciables, encara que sovint la mirada del director es dirigeixi més als aspectes còmics i esperpèntics de la història que a les causes que els determinen". | » |
| — Full crític de la pel·lícula al catàleg Bolaffi del cinema 1945/65 de Gianni Rondolino | |   |

## Guardons
- 5è Festival Internacional de Cinema de Canes: Grand Prix du Festival
- Nastri d'argento 1952: millor guió i fotografia